# Parupeneus forsskali

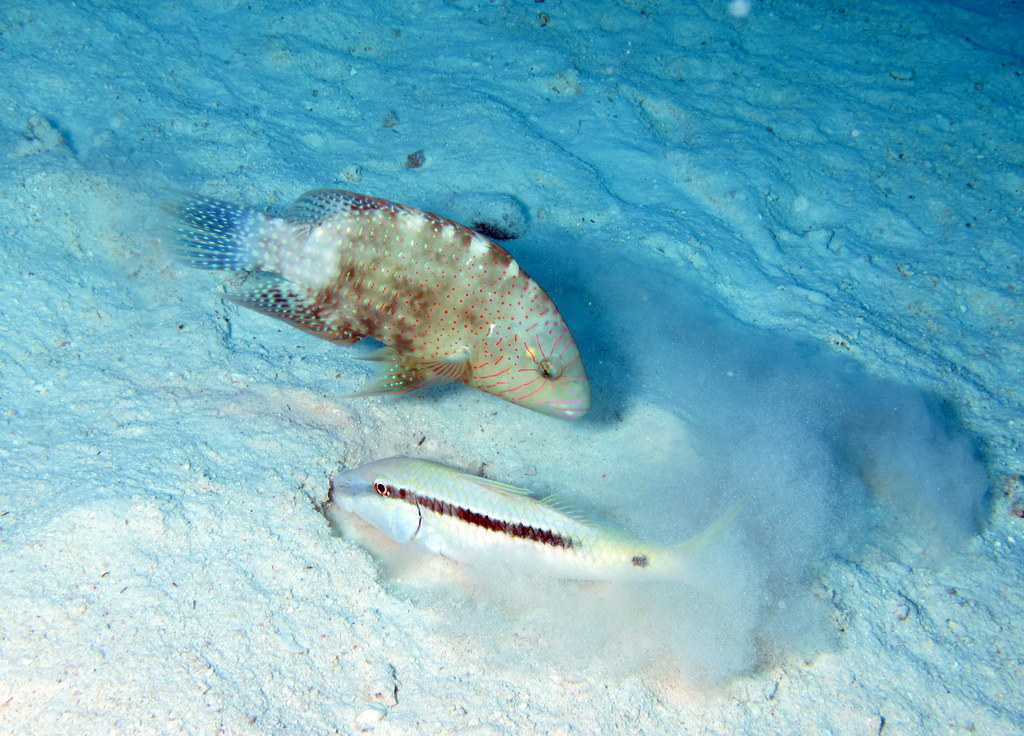
Parupeneus forsskali e Cheilinus abudjubbe, mar Rosso

Parupeneus forsskali (Fourmanoir & Guezé, 1976) è un pesce di acqua salata appartenente alla famiglia Mullidae.

## Etimologia
Il nome proprio della specie è in onore dell'esploratore e naturalista svedese Peter Forsskål (1732-1763).

## Distribuzione e habitat
Proviene dall'Oceano Indiano, in particolare dal Golfo di Aden e dal Mar Rosso; alcuni esemplari sono migrati nel Mediterraneo attraverso il Canale di Suez. Si trova anche dalle Seychelles e lungo le coste di Eritrea, Mozambico, Gibuti, Kenya e Somalia. Può vivere in acqua salmastra. Nel 2013 alcuni esemplari migrati attraverso il mar Rosso sono stati avvistati nel mar Mediterraneo, lungo le coste del Libano.
È una specie comune, tipica soprattutto delle zone con fondali sabbiosi, ricche di coralli.

## Descrizione
Il suo corpo, compresso sull'addome, ha una colorazione molto variabile, di solito bianca o giallastra, eccetto per una striscia scura orizzontale che passa per l'occhio, ma talvolta tende al rossastro. La pinna caudale è gialla; i barbigli sono lunghi e pallidi. Sul peduncolo caudale è presente una piccola macchia nera. Sia il dorso che il ventre possono avere sfumature rossastre. La lunghezza massima registrata è di 28 cm anche se di solito non supera i 25.
Può essere confuso con Pseudupeneus prayensis, ma se ne distingue abbastanza facilmente perché in quest'ultima specie non è presente l'evidente striscia nera orizzontale.

## Biologia

### Comportamento
Spesso nuota in banchi non particolarmente grandi.

### Alimentazione
Anche se si nutre anche di alghe, la sua dieta è composta prevalentemente da varie specie di piccoli invertebrati acquatici come crostacei, in particolare granchi (Portunidae, Xanthidae), gamberi (Penaeidae), ostracodi, anfipodi e isopodi; echinodermi, in particolare stelle marine e ofiure; vermi come sipuncula e policheti; molluschi bivalvi.

### Parassiti
Può presentare due specie di copepodi parassiti: Irodes upenei e Hatschekia breviramus.

### Riproduzione
È oviparo e la fecondazione è esterna; non ci sono cure verso le uova e le larve, pelagiche.